# Inelul
Inelul Puterii cunoscut și sub numele de Inelul, Neprețuitul, Durbatuluk este un artefact ce apare în romanul Stăpânul Inelelor, scris de către J. R. R. Tolkien.
Acest Inel este cel mai puternic dintre cele 20 de inele.